# Juiz Holden
Juiz Holden é uma suposta figura histórica que associou-se com John Joel Glanton como um caçador de escalpos profissional no México e sudoeste americano em meados do século XIX. Até o momento, a única fonte para a existência de Holden é o livro de Samuel Chamberlain, My Confession: Recollections of a Rogue, um relato autobiográfico sobre seu tempo como soldado durante a Guerra Mexicano-Americana. Chamberlain descreveu Holden como o mais desumano do errante bando de mercenários liderados por Glanton com quem Chamberlain viajou brevemente após a guerra: "[Ele] tinha uma estrutura carnuda, [e] um rosto opaco da cor de sebo, sem pelos ou qualquer expressão;". "um homem de tamanho gigantesco"; "de longe o homem mais instruído do norte do México"; "em suma, outro Admirável Crichton (sc., o prodígio e polímata escocês do século XVI James Crichton) e, acima de tudo, um flagrante covarde". 
Chamberlain tinha aversão a Holden: "Eu o odiei assim que o vi, e ele sabia disso," escreveu Chamberlain. "No entanto, nada poderia ser mais gentil e amável do que seu comportamento em relação a mim; frequentemente ele buscava conversar comigo."
Holden ficou popularmente conhecido como o principal antagonista do romance de Cormac McCarthy Blood Meridian (1985), onde é descrito como "um homem albino, maciço, sem pelos que se destaca em tiro, idiomas, equitação, dança, música, desenho, diplomacia, ciência e qualquer outra coisa que pareça interessar-lhe. A despeito de seu conhecimento quase infinito, que pode ser usado para conseguir o que for de seu desejo, Holden prefere uma vida de assassinato e ódio. Ele estupra, mata e tortura tudo o que quer por 'diversão', até mesmo jogando pequenos animais de pontes para ver com que força atingem a água. Ele também é o principal proponente e filósofo da guerra ilegal do bando de Glanton."

## Base histórica
Em sua autobiografia, My Confession, Samuel Chamberlain descreve a personalidade e aparência de Holden:

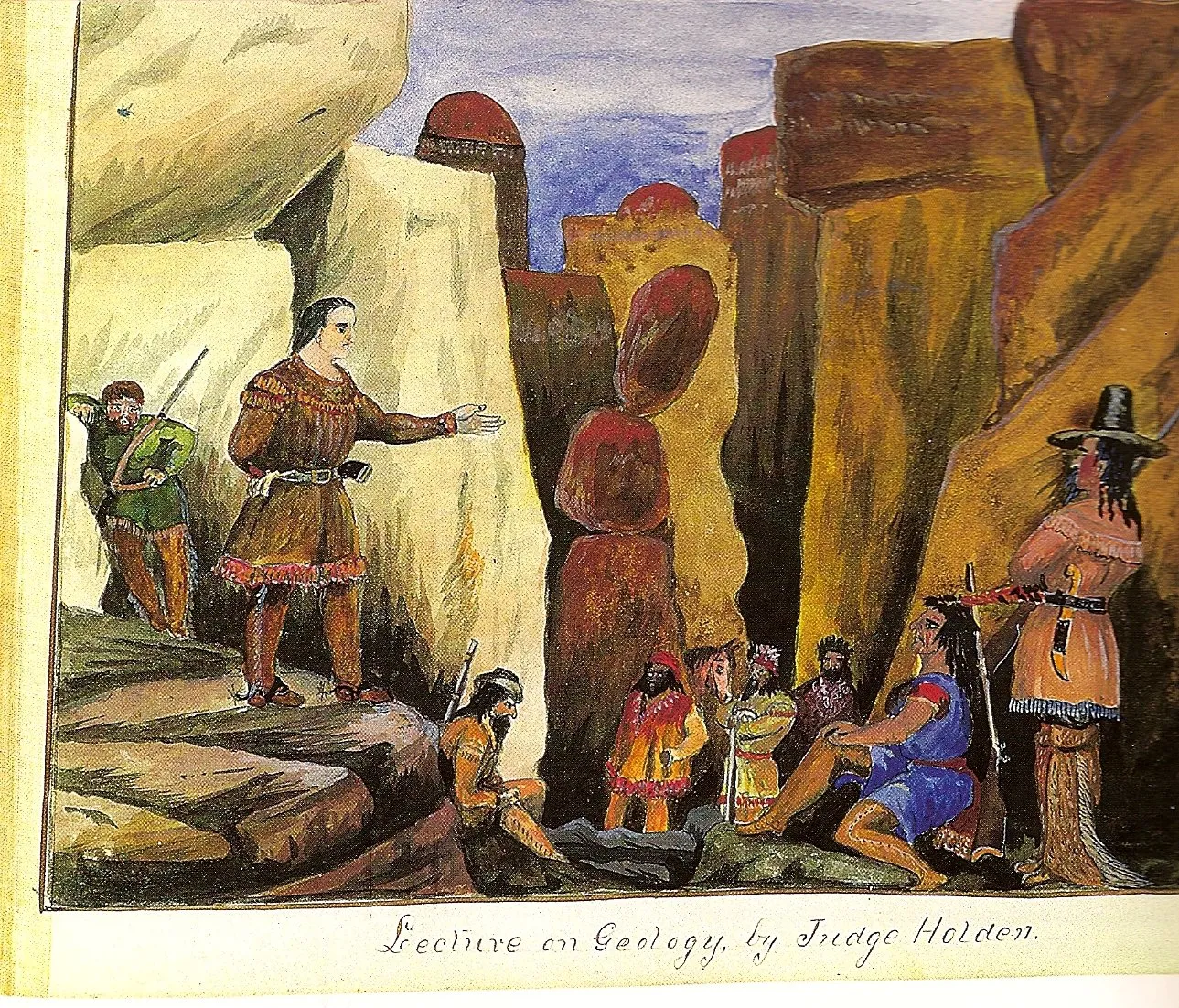
Ilustração de Chamberlain em seu livro mostrando o Juiz Holden. Lê-se na legenda da foto: Lição em Geologia, pelo Juiz Holden.

"O segundo no comando, agora encarregado do campo, era um homem de tamanho gigantesco que nomeava-se humoradamente como Holden, chamado de “Juiz” Holden do Texas. Quem ou o que ele era não se sabia, mas um vilão de sangue frio nunca passou despercebido; media dois metros e um de altura (6,6 pés) em seus mocassins, tinha um corpo grande e carnudo, um rosto opaco da cor do sebo, sem pelos ou qualquer expressão. Porém, quando acontecia uma briga e derramava-se sangue, seus olhos semelhantes aos de porco, brilhavam com uma sombria ferocidade, digna do semblante de um demônio. Seus desejos eram sangue e mulheres, e terríveis histórias circulavam no acampamento, de horríveis crimes cometidos por ele quando possuía outro nome, na nação Cherokee e no Texas; e antes que deixássemos Fronteras, uma menina de dez anos foi encontrada no chaparral, obscenamente violentada e assassinada. A marca de uma manzorra em sua pequena garganta apontava-o como o violador, já que nenhum outro homem tinha tal mão, e mesmo que todos suspeitassem, ninguém o acusou do crime.

 Holden era de longe o homem mais instruído do norte do México; conversava com todos em suas próprias línguas, falava variados jargões indígenas, num fandango tomava a Harpa ou o Violão das mãos dos músicos e a todos encantava com sua maravilhosa performance, superando qualquer poblana do baile. Ele era um "craque" com rifles ou revólveres, um ousado cavaleiro, familiarizado com a natureza de todas as plantas estranhas e seus nomes botânicos, excelente em geologia e mineralogia, em suma, outro Admirável Crichton (sc., o prodígio e polímata escocês do século XVI James Crichton) e, acima de tudo, um flagrante covarde.

 Não que ele não possuísse coragem o suficiente para lutar contra índios e mexicanos ou qualquer outro onde tivesse vantagem em força, habilidade e armas, mas onde o combate fosse igual, ele o evitaria se possível. Eu o odiei à primeira vista e ele sabia disso, entretanto nada poderia ser mais gentil e amável do que seu comportamento em relação a mim: frequentemente ele buscava conversar comigo e falava de Massachusetts, e para minha surpresa, descobri que ele sabia mais sobre Boston do que eu."
Alguns historiadores amadores interpretaram o nome "Juiz Holden" como um pseudônimo, e esperavam conseguir estabelecer sua verdadeira identidade.  Candidatos populares ao título incluem Charles Wilkins Webber, um homem instruído da região que usou certa vez o pseudônimo de "Holden". 

## Meridiano de Sangue
Um Holden fictício é personagem central no romance faroeste de 1985 de Cormac McCarthy, Blood Meridian . No livro, ele e Glanton são os líderes numa companhia de criminosos itinerantes que roubam, estupram, torturam e matam pela fronteira entre os Estados Unidos e o México. Ao longo do romance, Holden assassina brutalmente dezenas de pessoas, inclusive crianças. A busca por evidências adicionais que possam apontar para a existência de Holden, tem funcionado como um hobby para alguns estudiosos de McCarthy.  
Como retratado em Blood Meridian, Holden é uma figura misteriosa, um assassino a sangue frio, e, como implícito, um pedófilo; além das crianças mortas explicitamente, Holden é visto seduzindo crianças com doces, além de que muitas vezes alguma criança desaparece quando ele está pelos arredores. Em um certo momento do romance, Holden é descrito nu em seu quarto com uma menina de 12 anos também nua. Ele também apresenta conhecimentos em paleontologia, arqueologia, linguística, direito, desenho, geologia, química, prestidigitação e filosofia.  
Ele é descrito como tendo quase 2,13 m (7 pés) de altura e completamente desprovido de pelos, incluindo sobrancelhas e cílios. Tem uma estrutura maciça, é extremamente forte, um excelente músico e dançarino, um ótimo desenhista, excepcionalmente articulado e persuasivo em várias línguas e um exímio atirador. Sua pele é tão pálida como se quase não tivesse pigmento. Esta aparência estranha, bem como seus reflexos aguçados e extremamente rápidos, força, agilidade, aparente imunidade ao sono e ao envelhecimento e várias outras habilidades indicam que ele é algo além de um ser humano normal. Nas páginas finais do romance, McCarthy faz referências mais diretas ao Juiz como sendo uma entidade sobrenatural ou um conceito personificado. 
Em 2002, a revista Book, classificou Holden como o 43º melhor personagem da ficção do século XX.  Ele é considerado um dos maiores personagens da literatura moderna, comparado a um “Capitão Ahab do deserto”.  Harold Bloom o descreveu como "aquém de Moby Dick, a aparição mais monstruosa de toda a literatura americana".  Holden foi caracterizado como "o personagem mais assustador da literatura americana". 